# Salame di Varzi
Il salame di Varzi (DOP) è un preparato a base di carne suina, originario delle zone dei comuni di Varzi, Bagnaria, Brallo di Pregola, Cecima, Fortunago, Godiasco, Menconico, Montesegale, Ponte Nizza, Rocca Susella, Romagnese, Santa Margherita di Staffora, Val di Nizza, Valverde e Zavattarello, tutti comuni dell'Oltrepò pavese in provincia di Pavia.

## Storia[1]
L'origine di questo salame è incerta, essendo un prodotto così importante e antico.
Secondo alcune fonti, sembra che già i Longobardi allevassero il maiale.
Infatti i Longobardi, durante le loro varie transmigrazioni in tutta Europa (dal II al VI secolo) causate dalla mancanza di terre, da una forte crescita della popolazione e da un irrigidimento del clima, in un'epoca di problemi e ristrettezze economiche, avevano bisogno di un prodotto a lunga conservazione.
Già nel XII secolo era usato come pietanza prelibata: i marchesi Malaspina, signori del territorio, lo servivano agli ospiti durante pranzi e cene.
Nel corso dei secoli a venire, i contadini iniziarono a considerare il maiale come una risorsa indispensabile per la loro sopravvivenza: grazie alla produzione nell'ambito famigliare, il salame si inserì facilmente nella povera mensa dei contadini avendo scoperto lungo il corso del torrente Staffora una vallata dell'Appennino con un microclima perfetto per la stagionatura di questo insaccato.

## Caratteristiche finali del prodotto[2]
Finito il lungo processo di stagionatura, è necessario che il salame di Varzi (nel rispetto della DOP) abbia le seguenti caratteristiche:
- La forma del prodotto deve essere cilindrica e ci devono essere muffe grigie distribuite uniformemente lungo la buccia;
- Peso a fine stagionatura compreso tra 100 e 4000 g. Diametro al momento dell'insacco compreso tra 38 e 110 mm.
- Deve presentare una tenera e compatta consistenza dell'impasto;
- Al taglio: colore rosso vivo della parte magra (circa il 70%) la restante parte grassa deve essere perfettamente bianca
- Sapore dolce e delicato, aroma fragrante e caratteristico strettamente condizionato dal periodo di stagionatura
- Il colore rosso vivo e la percezione visiva del grasso contenuto è dato dalla macinatura della carne con trafile da 12 mm (in altre tipologie la macina fine nasconde facilmente quantità superiori di parte grassa).

## Composizione percentuale del prodotto
- umidità max 48%
- minerali 4.19%
- proteine totali min 23%
- grassi max 29.3%
- PH >= 5.2

## Prezzo
Il salame di Varzi DOP è uno tra i più costosi tra i salami regionali. Ciò è spiegato dal fatto che il salame è prodotto da tutte le parti nobili del maiale, prosciutto, guanciale, pancetta, coppa, lombo e filetto inoltre è un salame che richiede una lunga stagionatura con perdite di peso importanti. In più si aggiungono i costi dei severi controlli DOP da parte del Csqa Certificazioni.